# 神经珠蛋白
神经珠蛋白（英語：Neuroglobin），一种属于血红素蛋白类的蛋白质，主要在脊椎动物的大脑和视网膜细胞中表达。它可与氧气可逆结合，不过与血红蛋白不同的是神经珠蛋白只由一条肽链组成，而且其中血红素辅基的铁在未与氧气结合时已为六配位，另一配体为远端的 HisE7 残基，因此氧气或其他配体需要取代一咪唑残基后才能与血红素结合。

## 历史
- 2000年，由 Burmester 等人[1]首先发现。
- 2003年，获得人类神经珠蛋白的3D结构。[2]
- 2004年，获得高分辨率的小鼠神经珠蛋白3D结构。[3]